# Cryptophion inaequalipes
Cryptophion inaequalipes är en stekelart som först beskrevs av Cresson 1874.  Cryptophion inaequalipes ingår i släktet Cryptophion och familjen brokparasitsteklar. Inga underarter finns listade i Catalogue of Life.